# Philipp von Zesen

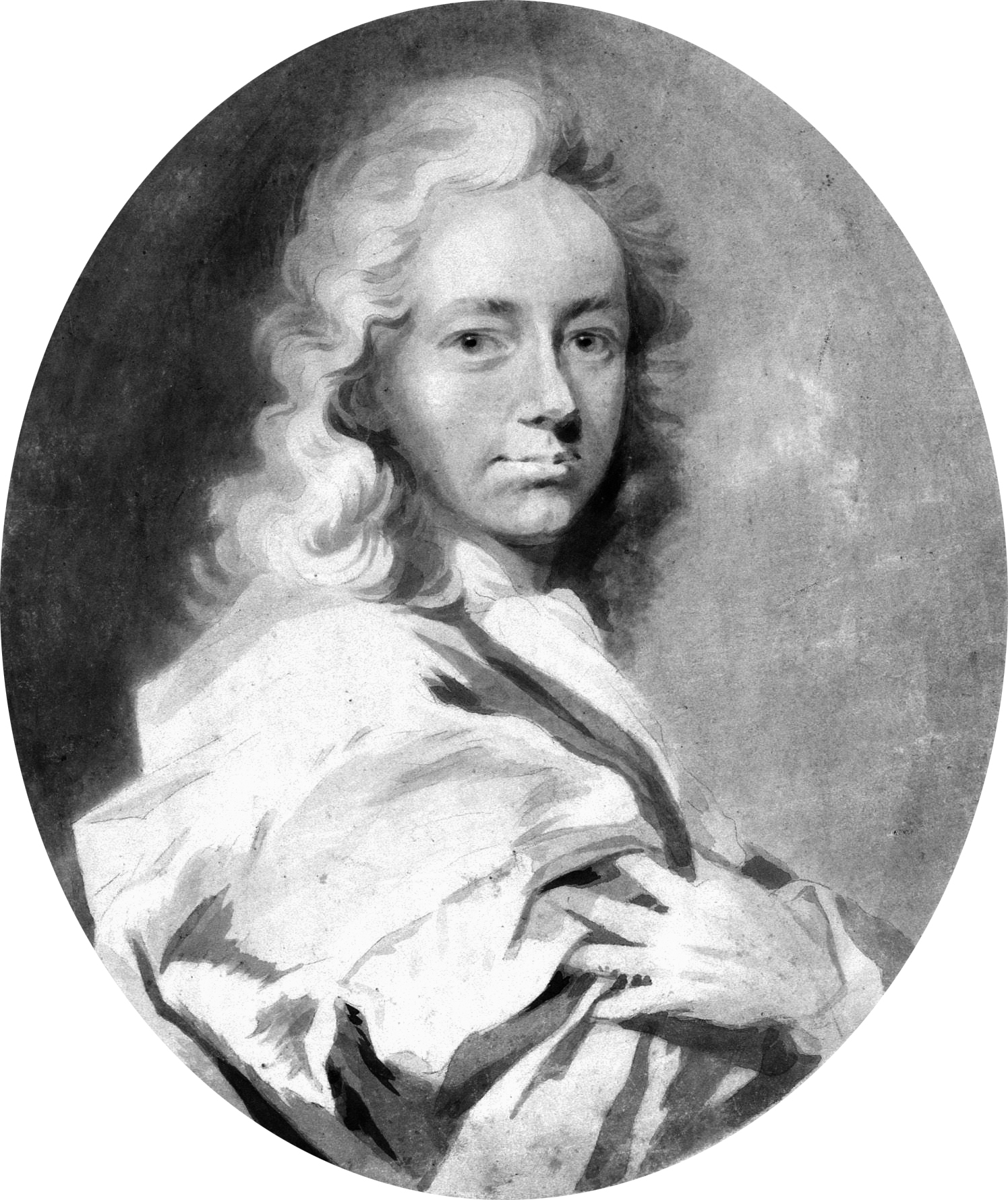
Philipp von Zesen

Philipp Zesen, ab 1653 von Zesen, (auch Filip Cösius oder Caesius, Pseudonym: Ritterhold von Blauen; * 8. Oktoberjul. / 18. Oktober 1619greg. in Priorau; † 13. Novemberjul. / 23. November 1689greg. in Hamburg) war ein deutscher Dichter, evangelischer Kirchenlieddichter und Schriftsteller. Er gilt neben Sigmund von Birken als einer der ersten deutschen Berufsschriftsteller. Sein autobiographischer Roman Die Adriatische Rosemund von 1645 gilt als der erste große deutsche Roman der Barockliteratur, seine Poetik hatte einen hohen Einfluss auf die Entwicklung der deutschen Metrik.

## Leben

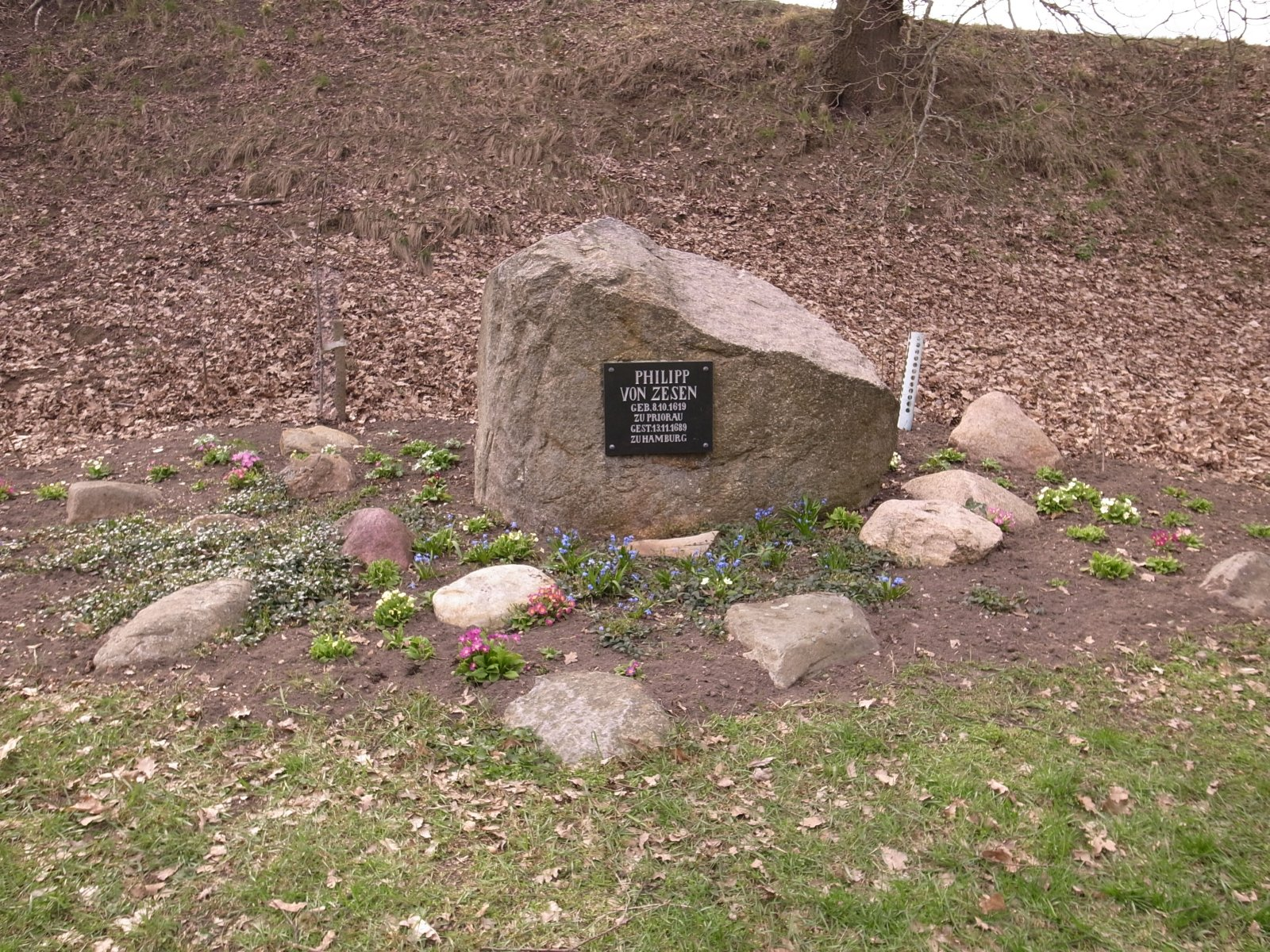
Gedenkstein bei Priorau

Philipp von Zesen wurde als Sohn des lutherischen Pastors Philipp Zesen und dessen Ehefrau Dorthe, geborene Paschasius, in Priorau im kursächsischen Amt Bitterfeld geboren. Sein Geburtshaus blieb erhalten. Als er etwa 16 Jahre alt war, besuchte er das Gymnasium in Halle unter Christian Gueintz, der den begabten Schüler schon damals dem benachbarten Hof in Köthen vorstellte. Er studierte von 1639 bis 1641 Rhetorik und Poetik an der Universität Wittenberg bei August Buchner. Ab Anfang 1642 hielt er sich in Hamburg auf.
Die Jahre nach seiner Ausbildung waren von der Suche nach einer Anstellung, häufigem Wohnsitzwechsel und finanzieller Not geprägt. Er bewarb sich mehrfach vergeblich bei Hofe und arbeitete notgedrungen als freier Schriftsteller. Die Kriegsjahre 1642 bis 1648 verbrachte er zumeist in Amsterdam, Leiden oder Utrecht, wo er als Übersetzer und Korrektor für niederländische Verleger tätig war, unternahm aber auch ausgedehnte Reisen nach London, Paris, in das Baltikum und nach Dänemark. 1643 kehrte er nach Hamburg zurück. Hier fasste er gemeinsam mit den Freunden Dietrich Peterson und Hans Christian von Liebenau den Plan zur Gründung einer Vereinigung Gleichgesinnter. Diese umfasste bereits 1645 36 Mitglieder. Abermals machte er sich 1646 auf Reisen, diesmal nach London. In dieser Zeit entstand sein Roman Ibrahim.
Von 1648 bis 1656 wohnte er im Elternhaus in Priorau und wurde bei einem seiner Besuche am benachbarten Köthener Hof mit dem Gesellschaftsnamen Der Wohlsetzende in die Fruchtbringende Gesellschaft aufgenommen. Sein eigener Landesfürst Johann Kasimir von Anhalt-Dessau wurde 1652 durch einen Jagdunfall gelähmt und Zesen verbrachte mehrere Jahre als Gesellschafter des Fürsten am Dessauer Hof. Von hier aus begab er sich auf eine Reise nach Regensburg, wo er durch Kaiser Ferdinand III. in den Adelsstand erhoben wurde. Seine Dankbarkeit über diese hohe Ehre brachte er in seinem Gedicht „Güldener Regen“ zum Ausdruck.
Erst ab 1656 hatte er wieder einen ständigen Wohnsitz in den Niederlanden, meist in Amsterdam, wo er 1662 das Bürgerrecht erhielt und als einer der wichtigsten Mitarbeiter im Verlag Elsevier galt. In dieser Zeit entstand die 1664 durch ihn herausgegebene Beschreibung der Stadt Amsterdam. 1672 heiratete Zesen die Leinwandhändlerin Maria Becker aus Stade, mit der er sich in seinen letzten Lebensjahren wieder in Hamburg niederließ. Versuche, für sich hier ein Amt zu bekommen, scheiterten. Deshalb zog er 1679 erneut nach Holland. Hier eröffnete er ein Geschäft für das Handeln mit Leinen. Erst 1683 kehrte er nach Hamburg zurück und widmete sich in den letzten Jahren fast ausschließlich seinen schriftstellerischen Arbeiten.

## Werk
Zesen hat sich in fast allen Literaturgattungen versucht; sein Werk ist in erster Linie von sprach- und literaturtheoretischer Bedeutung, an zweiter Stelle rangieren seine Gedichte. Theologische und kirchengeschichtliche Bedeutung gewinnt Zesen durch seine Vermittlung biblischer Inhalte in Gedichten und Romanen.
Er sah sich als Sprach-, Vers- und Orthographiereformer sowie als Sprachpurist in der Nachfolge Luthers, der nach der „ehrsten Lutherischen Sprachreinigung“ mit Neologismen den Wortschatz der deutschen Literatursprache erweitern wollte. Wegen der von ihm empfohlenen Orthographie, die von Zeitgenossen als skurril empfunden wurde, blieb ihm die Mitgliedschaft in der Fruchtbringenden Gesellschaft lange Zeit versagt. Erst Anfang 1649 besuchte Zesen Fürst Ludwig I. von Anhalt-Köthen und wurde von ihm als Mitglied aufgenommen. Als Gesellschaftsname wurde Zesen der Wohlsetzende verliehen und als Devise der Natur nach zugedacht. Zesens Emblem zeigt das Ruhrkraut. Im Köthener Gesellschaftsbuch findet sich unter der Nr. 521 auch Zesens Reimgesetz anlässlich seiner Aufnahme:
Wolsetzend der Natur, bin ich hier genant,

Weil uns das Ruhrkraut pflegt im leibe wol Zu setzen

Was ungesundes drin: Also muß wol bekant

Und flüßig sein die schrift, die einen sol ergetzen:

Man sich für neurung hüt’ in ieder kunst und stand,

Das man nicht red’ darvon und ursach sey Zu schertzen:

Wer dan aufbringen wil was neues, nehm in acht

Das er es stell’ und schreib’ aus gutem vorbedacht.
Bei diesen Zeilen handelt es sich um die von Zesen selbst verbesserte letzte Fassung.
1653 auf dem Reichstag zu Regensburg wurde Zesen von Kaiser Ferdinand III. persönlich geadelt; 1667 wurde er zum Hofpfalzgrafen erhoben.
Wahrscheinlich gründete Zesen schon 1642 in Hamburg eine Sprachgesellschaft mit Namen Deutsch-Zunfft. Ein Jahr später ging sie in die Deutschgesinnte Genossenschaft über. Diese Vereinigung hatte sich unter anderem zum Ziel gesetzt, die deutsche Sprache zu bewahren und Einflüsse durch Fremdwörter zu vermeiden.
Zesen war rege als Übersetzer tätig. Herbert Blume listet 14 Titel auf, hebt die Themenvielfalt hervor (neben Romanen auch Sachbücher: Militärarchitektur (Festungsbau), Heilkunde, Staatswesen, außereuropäische Kulturen/Geographie, Technik des Zeichnens, Reden), die Mehrsprachigkeit des Übersetzers (Niederländisch, Französisch, Lateinisch, Italienisch) sowie den oft kurzen zeitlichen Abstand zwischen dem Erscheinungsdatum des Originals und dem der Übersetzungen. Gerade auch bei Übersetzungen hat Zesen viele Wortneubildungen (Lehnübersetzungen, Lehnübertragungen) geschaffen.
Durch seine schrift- und sprachreformerischen Bemühungen polarisierte Zesen sowohl seine Mitwelt als auch seine Nachwelt bis weit ins 19. Jahrhundert hinein. Manche Zeitgenossen bewunderten ihn, er schuf sich jedoch auch viele Feinde, die ihn mit beißendem Spott überzogen. Es gab Freunde Zesens, die ihre Position wechselten und zu erbitterten Gegnern wurden (besonders Rist, weniger auch Harsdörffer). Schon wenige Monate nach seinem ersten Besuch, nämlich am 16. Mai 1649, entzog ihm auch Fürst Ludwig von Anhalt-Köthen in einem Brief wieder seine Gunst.
Zesen schrieb nahezu 90 Bücher fast aller poetischer Gattungen und starb im Alter von 70 Jahren am 13. November 1689 in Hamburg.

## Werke

### Sämtliche Werke
- Philipp von Zesen: Sämtliche Werke. Unter Mitwirkung von Ulrich Maché und Volker Meid hrsg. v. Ferdinand van Ingen. Berlin [u. a.]: De Gruyter 1970– (bis 2020 erschienen: Bde. 1 bis 19 in 26 Teilbänden; siehe Verlagswebseite).

### Einzeltitel (Auswahl, Kurztitel)
Online-Ausgaben über die Fußnoten zu den Einzeltiteln
- Melpomene (1638),[10] Lyrik
- Deutscher Helicon (1640),[11] Poetik
- Himmlische Kleio (1641), Lyrik

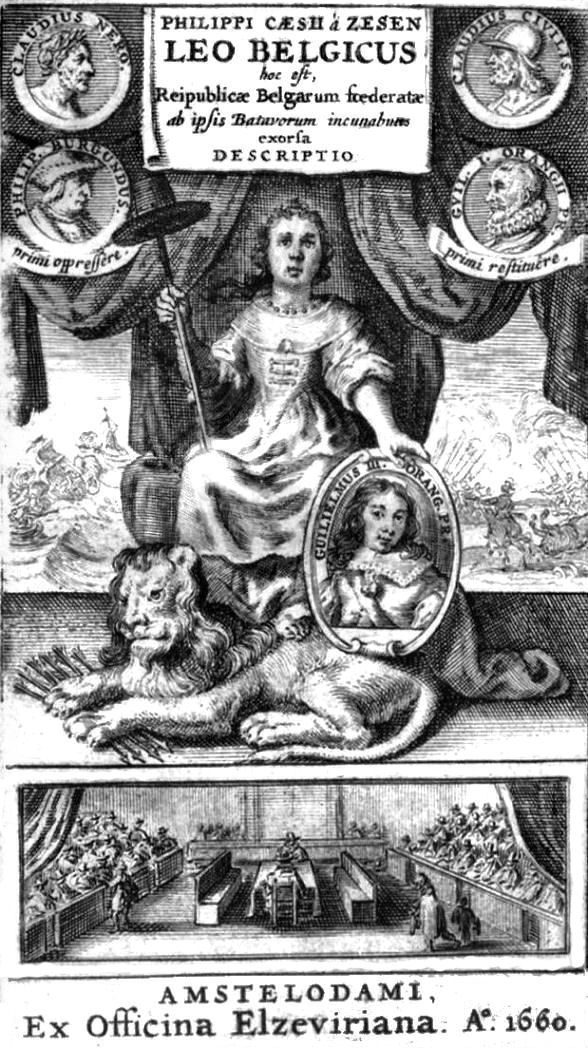
Titelblatt Leo Belgicus

- FrühlingsLust oder Lob-, Lust- und Liebeslieder (1642), Gedichtesammlung
- Poetischer Rosen-Wälder Vorschmack (1642),[12] Schäferdichtung
- Hooch-Deutsche Spraach-Übung (1643),[13] literaturtheoretische Abhandlung
- Liebesbeschreibung Lysanders und Kalisten (1644),[14] Romanübersetzung (siehe unten)
- (Ritterholds von Blauen) Adriatische Rosemund (1645),[15] autobiographischer Roman
- Lustinne (1645),[16] Gedichtesammlung[A 2]
- Die afrikanische Sofonisbe (1646),[17] Romanübersetzung (siehe unten)
- Zum dritt- und letzten mahle...ausgefärtigter Hoch-deutscher Helikon[A 3] (1649),[18] Technik der Poetik, Reimlexikon
- Gekreuzigter Liebesflammen oder Geistlicher Gedichte Vorschmack (zu Hamburg / In Verlegung Georg Papens, 1653)
- Leo Belgicus (= lateinische Version, 1660), Niederländischer Leue (= deutsche Version, 1677[19]), Geschichtswerk
- Beschreibung der Stadt Amsterdam[A 4] (1664)[20]
- Schöne Hamburgerin (1668),[20] Lieder
- Assenat (1670),[21] biblischer Roman
- Reiselieder (1677)
- Simson (1679),[22] biblischer Roman

Das Werk „Kurtze Doch grundrichtige Anleitung zur Höfligkeit“ (1649) ist Zesen gewidmet (der Dankesworte schreibt), jedoch nicht von Zesen verfasst. Autor ist „Der Schmäkkende“, Pseudonym von Hans Adolph von Alewein. Im Anhang (S. 84–107) sind Briefe Zesens abgedruckt.

### Übersetzungen (Kurztitel)
- Liebes-beschreibung Lysanders und Kalisten (1644);[25] Übersetzung von: Vital d’Audiguier: Histoire trage-comique de nostre temps. Sous les noms de Lysandre et de Caliste (1624, französisch).
- Ibrahims oder Des Durchleuchtigen Bassa und der Beständigen Isabellen Wundergeschichte (1645);[26] Übersetzung von: Ibrahim ou l’illustre Bassa (1644, französisch).
- Der herzlich-verliebte schmerzlich-betrübte Roselieb (1646); Übersetzung von: Torquato Tasso: Aminta (italienisch).
- Die afrikanische Sofonisbe (1647);[27] Übersetzung von: François Du Soucy Sieur de Gerzan: L’histoire africaine de Cleomede et de Sophonisbe (1627–1628, französisch).
- Matthiæ Dögens Heutiges Tages Übliche Kriges Bau-kunst (1648);[28] Übersetzung von: Matthiae Dögen Dramburgensis Marchici Architectura Militaris Moderna (1647, lateinisch).
- Eine gedoppelte Rede/ Welche Carolus I. König in Engeland… hette führen können… (o.O.u.J.[29] 1649); Übersetzung von: August Buchner: Quid Carolus I. Britanniarum rex, loqui potuerit… (o.O.u.J., 1649, lateinisch).
- Handbuch der itzt üblichen Kriegsbaukunst (1667);[30] Übersetzung von: Georges Fournier: Traité des Fortifications ou architecture militaire… (1654, französisch).
- Anweisung zur algemeinen Reis- und Zeichenkunst (1669);[31] Übersetzung von: Willem Goeree: Inleydinge Tot de Al-ghemeene Teycken-konst… (1668, niederländisch).
- Denckwürdige Gesandtschafften der Ost-Indischen Geselschaft in den Vereinigten Niederländern… (1669);[32] Übersetzung von: Montanus Arnoldus: Gedenkwaerdige gesantschappen der Oost-Indische maetschappy… (1669, niederländisch).
- Umbständliche und Eigentliche Beschreibung von Africa… (1670);[33] Übersetzung von: Olfert Dapper: Naukeurige Beschrijvinge der Afrikaenschen Gewesten…(1668, niederländisch).
- Schatz der Gesundheit (1671);[34] Übersetzung von: Joh. van Beverwyck: Schat der Gesontheyt (o.O.u.J., 1637, niederländisch).
- Schatz der Ungesundheit (o.O.u.J.);[35] Übersetzung von: Joh. van Beverwyck: Schat der Ongesontheyt (1642, niederländisch).
- Kriegsarbeit Oder Neuer Festungsbau (1672);[36] Übersetzung von: Allain Manesson: Les Travaux de Mars ou la Fortification nouvelle (1671–1672, französisch).
- Filips von Zesen Niederländischer Leue (1677);[37] Übersetzung von: Leo Begicus (1660, lateinisch); siehe oben Werke.

## Wortschöpfungen

### Zesens Urheberschaft
Die Urheberschaft der von Zesen verwendeten Wortneubildungen ist manchmal zweifelhaft. Enge Kontakte zu vielen Zeitgenossen (Harsdörffer, Rist, Schottel, Opitz, Gueintz, von Alewein, Bellin, Rompler von Löwenhalt, Habichhorst, Neumark), die ihn bewunderten und ihm teils unverhohlen nacheiferten, sind belegt. Außerdem profitierte Zesen seinerseits von seinen Dichterkollegen, so dass die Grenzen manchmal schwer zu ziehen sind. Auch die bisherige Literatur hat bei Zesen Spuren hinterlassen: „Viele der von ihm bloß übernommenen Verdeutschungsvorschläge weist das DWb Deutsche Wörterbuch [schon] zum ersten Mal bei Luther oder dem Schweizer Lexikographen Josua Maaler [Die teütsch Spraach (1561)] nach.“ Umgekehrt sind aber „im Grimmschen Wörterbuch […] viele der [eigenen] Wortbildungen Zesens nur mittelbar dadurch gebucht, daß sie in Kaspar Stielers Wörterbuch Der teutschen Sprache Stammbaum und Fortwachs (1691) belegt sind.“ „Desgleichen sind Zesensche Bildungen in anderen Wörterbüchern des späten 17. und frühen 18. Jahrhunderts […] registriert und auf diese Weise ins Deutsche Wörterbuch aufgenommen worden.“
Zu der Frage, was wirklich von Zesen stammt und was nicht, gibt es zwei gegensätzliche Positionen.
Bei allen von Zesen selbst in seinen Werken aufgeführten Wortneubildungen unterstellt Herbert Blume seine Urheberschaft genau dann, wenn im Grimmschen Wörterbuch keine frühere Quelle verzeichnet ist, also auch dann, wenn überhaupt kein Worteintrag vorliegt (eine sehr weitherzige Sicht). Umgekehrt glaubt Hugo Harbrecht im Vermerk zu seinem Verzeichnis der von Zesen verdeutschten Lehn- oder Fremdwörter „Die meisten der hier aufgeführten Verdeutschungen sind nicht eigene Schöpfungen Zesens, sondern deutschen oder holländischen Schriftstellern entnommen.“ Einzelurteile gibt Kluge ab, der in seinem Etymologischen Wörterbuch der deutschen Sprache aber nur wenige im Deutschen angenommene Wortneubildungen erfasst.

### Verdeutschungen von Fremdwörtern

#### Erfolgreiche Verdeutschungen
Zesen erfand für zahlreiche Fremdwörter Verdeutschungen, die Eingang in die deutsche Sprache gefunden haben (gegenteilige Ansichten zu Zesens Urheberschaft: Siehe jeweilige Fußnoten):
- Anschrift (für das Fremdwort Adresse[43] [Widmung[44]]),
- Bücherei[45][46](Bibliothek[47]),
- Briefwechsel[48] (Korrespondenz),
- Leidenschaft[43] (Passion),
- Lustspiel[49] (Komödie),
- Mundart[43] (Dialekt),
- Rechtschreibung[50] (Orthographie),
- Tagebuch[51] (Journal),
- Verfasser[43] (Autor)[52]),
- Abstand[43] (Distanz),
- Entwurf[53] (Projekt),
- Glaubensbekenntnis[54] (Religion),
- Gotteshaus[55] (Tempel),
- Grundstein[56] (Fundament),
- Sinngedicht[57] (Epigramm[A 5]),
- Wahlspruch[58] (Devise),
- Trauerspiel[59] (Tragödie),
- Lustwandel[60] (Spaziergang),
- Blutzeuge[61] (Märtyrer),
- Augenblick (Zeitblick)[62] (Moment),
- Staatswesen[63] (Republik),
- Versicherung[64] (Assekuranz),

#### Erfolglose Verdeutschungen
Andere vorgeschlagene Fremdwortübersetzungen wirken heute teilweise kurios oder unbrauchbar, wie
- Entgliederkunst[65] (Anatomie),
- Jungfernzwinger[66] (Nonnenkloster),
- Mannszwinger[67] (Mönchskloster),
- Meuchelpuffer[68] (Pistole),
- Reitpuffer[69] (Pistole),
- Tageleuchter[70][71] (Fenster),
- Zeugemutter (aller Dinge)[60](Natur [it. natura]),[72]
- Scheidekunst[73] (entspr. Alchimie, Chemie),
- Lusthöhle[74] (Grotte),
- Ausgedörrte Leichen[75] (Mumien),
- Gesichtsendiger[76] (Horizont),
- Wechselweh,[77] Zittersucht[78] (Fieber),
- Obererzvater,[79] Großerzvater[80] (Papst),
- Liebesstein[55] (Magnet [französisch aimant]),
- Scheelsüchtigkeit, Liebeseifer[81] (Jalousie),
- Verschiessung[82](Perspektive),
- Weiberburg[60] (Harem),
- Zwölfbote[83] (Apostel),
- Ganglehrer[84] (entspr. Stoiker),
- Abspüler[85] (Klistier),
- Schattenlied[86] (Madrigal),
- Schlachtgabe,[87] Versühngabe[88] (Opfer),
- Scheidezeichen[89] (Komma),
- Urteilsmeister[90] (entspr. Kritiker),
- Schweisslöcher[91] (Poren),
- Liebreiz, Lustkind[92] (Cupido),
- Grabspitze, Feuerspitze,[93] Flammenspitze[64] (Pyramide),
- Armensteuer[94] (entspr. Almosen),
- Leibgeschworener[95] (entspr. Sklave),
- Wortglied[96] (Silbe),
- Mengeklumpf[97] ([Ur-]Chaos),
- Nachruf, Widerschall, Gegenhall, Nachhall, Widerruf,[98] Talmunde,[99] Luftkind,[100] Schallinne[101] (Echo),
- Rauchtisch, Weihtisch,[102] Ehrenhöhe,[103] Räucherhöhe, Räuchertisch[104] (Altar),
- Zeitblick[105] (Minute),
- Schiffhalter[106] (Anker),
- Heilandin[107] (Ärztin),
- Nirgendland[108] (Utopia),
- Schauburg[109] (Theater),
- Nasenhorning, Hornnaser[110] (Rhinoceros),
- weltselig[111] (politisch),
- Allbegriff[112] (entspr. Kosmos),
- Wohllebenskunst[113] (Hygiene),
- Blutgerichte[114] (entspr. Schafott),
- Lustgetöne[115] (entspr. Musik),
- Hauptspielwerk[116](Orgel),
- Hohe Schule[117] (Universität),
- Spruchlied[89] (Glosse),
- Rechtsbegriff[118] (pandectae),
- Band, Reimband, Dichtband[119] (Vers),
- Andachtslied[120](Psalm),
- Vermögenschaft[121] (Facultas („Befähigung“)),
- Dichtmaßband[122] (Metrum),
- Durchschnitt[123] (Zäsur),
- Klinggedicht[124] (Sonett),
- Prunktücher[125] (Teppiche),
- Mummgesicht[126](Maske),
- Beizimmer[127](Kabinett),
- Goldapfel[128] (Pomeranze),
- Prunkreden, Wortgepränge[129](Komplimente),
- Walschiff, Walleie[130] (Galeere).

Zur Schreibweise ist anzumerken, dass Harbrecht in seiner Dissertation die alternative Orthographie Zesens (siehe das Gedicht oben) schonend modernisiert hat (also Geburtsart statt „Gebuhrtsahrt“ etc.). Dies wird von Blume kritisiert, da es zu Missverständnissen führen kann.
Alle oben angeführten Wort(neu)bildungen sind in Zesens Werken angeführt. Zu verschiedenen Zeiten hat er oft verschiedene Bildungen protegiert, von anderen wieder Abstand genommen. „So führt er nach und nach die [früher substituierten] Wörter Fenster, Natur, Opfer, Fieber, Altar, Pomeranze, Person, spazieren gehen und andere [später] wieder ein.“ Oft benutzt er wechselnd mehrere Verdeutschungen für denselben Begriff, ohne dass ein Bedeutungsunterschied immer erkennbar wäre. Nur in Einzelfällen ist entscheidbar, ob die von ihm benutzten Wörter seinen Zeitgenossen schon bekannt waren oder von ihnen sogar übernommen wurden (siehe oben).
Häufig wird vergessen, dass nicht jede Wortschöpfung Zesens eine „Verdeutschung“ darstellt oder die Elimination eines Fremdwortes beabsichtigt. So liest man bei Harbrecht: „Krautbeschreiber = Botaniker“ und vermutet, dass Zesen den Begriff Botaniker durch Krautbeschreiber ersetzt sehen wollte. Tatsächlich ist aber das Fremdwort Botaniker in dieser Form im 17. Jahrhundert unbekannt. Blume dagegen notiert: „Krautbeschreiber […] [für niederländisch] Kruydt-beschrijvers, E. Botaniker“ mit dem Zusatz „E.“ (= entspricht). Blume: „Damit werden nur erschlossene oder angenommene [(!)] fremdsprachliche Vorbilder gekennzeichnet, ausserdem Beschreibungen des Bedeutungsinhaltes der betreffenden Wortneubildung“. In der Regel läuft dies darauf hinaus, dass Zesen die „E.“-Wörter Blumes, die Harbrecht nicht als solche markiert, weder benutzte noch auch kannte. In diesem Zusammenhang kritisiert Blume zwei von Harbrecht unterstellte Vorbilder Zesens: „Zoologischer Garten“ (Zesens „Tiergarten“ sei eher ein zur Jagd geeigneter Wildpark) und „Taktstock“ (Zesens „Schlagstempel“ sei eher Teil des Mechanismus eines Glockenspiels).

#### Irrtümlich Zesen zugeschriebene Verdeutschungen
Zesen werden oft Verdeutschungen zugeordnet, die nach Kluge erst später aufgekommen sind: Emporkömmling (Parvenue) erst bei Ramler 1796, Wieland 1809, noch fremd für Campe; Nachruf bei Zesen noch Ersatzwort für Echo, in der Bedeutung Nekrolog noch fremd für Campe, Weltall erst bei Wieland 1751, Kant 1755.
Angelpunkt (Pol), Spottnachbildung (Parodie), Blitzfeuererregung („Electrisirung“) sind für Joachim Heinrich Campe typische Neubildungen, die sich alle in seinem „Wörterbuch der deutschen Sprache“ finden, nicht jedoch vorher bei Johann Christoph Adelung („Grammatisch-kritisches Wörterbuch der hochdeutschen Mundart“).
Außerdem werden Zesen Verdeutschungen von Fremdwörtern nachgesagt, die zu Zesens Lebzeiten noch gar nicht im Deutschen existierten, besonders „Mortalität“ (erst 1797 bei Christoph Wilhelm Hufeland), möglicherweise auch „Kolorit“ (erst 1755 aus dem Italienischen, („kolorieren“ dagegen schon 1562 aus dem Lateinischen)) und „Exkursion“ (aus dem Französischen, zivil erst 1770, militärisch bereits 1689). Auch „Queruliren“ ist erst bei Campe belegt (dafür schlägt er „klägeln“ vor).
Für das mindestens in der lateinischen Form (res publica) bekannte Wort Republik bildet erst Wieland 1779 das Ersatzwort Freistaat.
Umgekehrt wird Testament(um) schon im 15. Jahrhundert durch Letzter Wille umschrieben. Auch für viele andere juristische Fachausdrücke gab es schon Verdeutschungen. Zesen: „Deutschlieb [Alter Ego Zesens]: Klingt es denn nicht ebenso wohl, wenn ich spreche; […] die Vollmacht, der Rechtsbegriff, der Vertrag, Fruchtniessung, gewährs erhaltung, übergebung oder übergabe, Erbsatzung oder letzter Wille […] als im Lateinischen […] plenipotenz, Pandectae, contract, usus fructus, usucapio, donatio, testamentum […]. Drüm gefällt mier die Köthnische Übersetzung der Juistinianische Lehrbücher nicht übel/ weil dergleichen Kunstwörter darinnen durch und durch auf deutsch gegeben seyn.“ Hieraus schließt Harbrecht: „Alle diese Verdeutschungen waren also schon vorher in die deutsche Sprache eingeführt worden.“ Lediglich Rechtsbegriff (Pandectae) könne Zesen zugeschrieben werden.
Die häufig zitierte Verdeutschung „Gesichtserker“ für Nase ist keine Wortschöpfung Zesens, sondern, wie bereits im 19. Jahrhundert in sprachwissenschaftlichen Werken festgestellt, eine zu seiner Verspottung gedachte Erfindung seiner Gegner: „Es wäre Zeit, dass man nach zweihundert Jahren wenigstens diesen Fleck von dem Bilde des Mannes entfernte, der viel gearbeitet, ernst gestrebt, wenn auch oft geirrt hat.“ (Otto von Leixner: Geschichte der Deutschen Literatur).
Eine weitere, von Zesen tatsächlich, aber nur satirisch gebrauchte Umschreibung für Nase ist Löschhorn (originale Schreibung: „Leschhorn“). Auch dieses Wort stammt nicht von Zesen, man findet es in der Bedeutung „grosze unförmliche Nase“ (Grimm) schon bei Folz und bei Fischart.
Zesen selbst hat sich beklagt über ihm untergeschobene angebliche Verdeutschungsvorschläge: „Eben eine solche unverschämte Lüge ist auch diese[…], dass ich Windfang für Mantel […] gebraucht [habe][…]. Das ungeschlachte närrische Wort Windfang ist niemals in meinen Gedanken gekommen, geschweige, dass ich’s in meinen Schriften gebraucht.“.

### Direkte Übersetzungen
- Freudentränen (französisch larmes de ioyes),[145]
- bürgerlich (französisch civile, niederländisch borgerlijck),[146]
- Todesgefäße (niederländisch doot-vat: Urnen),[147]
- Gottesvergewaltigung (lateinisch sacrilegium),[148]
- Kitzelworte (französisch termes de galanterie),[149]
- Weintint (spanisch vino tinto, niederländisch wijntint),[150]
- bittersüß (niederländisch bitter-soet),[151]
- Anteil (lateinisch quotus),[116]
- Zwischenraum (französisch interuale),[152]
- Seelenverhausen (niederländisch ziel-verhuisen: Seelenwanderung),[153]
- Abgeordneter (lateinisch deputatus),[154]
- Lehrsatz (lateinisch regula),[155]
- Abbildung (französisch figure),[156]
- Folgerung (französisch consequence),[157]
- Herzensspiegel [= Augen] (italienisch specchi del cor),[158]
- Friedensvertrag (niederländisch vredens-verbond),[159]
- Verwälzung (französisch revolution),[160]
- Übermalung (niederländisch colloreeringe[sic!]),[161]
- Haarkräusler (niederländisch hair-krullers),[162]
- Krautbeschreiber (niederländisch Kruydt-beschrijvers),[163]
- Glaubenseifer (lateinisch zelus),[164]
- Bürgervolk (italienisch cittadini),[165]
- Meerenge (französisch détroit),[166]
- Freistatt (französisch azile: Asyl, mittelniederländisch vristat: Freie Reichsstadt),[167]
- Fleischflechte (niederländisch(?) tendoon: Muskel),[168]
- Gutartigkeit (niederländisch goetaerdigheit),[169]
- Gemütsbewegungen (niederländisch Passien ofte Bewegingen des Gemoets),[170]
- Weltherrscher (niederländisch alleen-heerschers),[171]
- Nachwelt (lateinisch posteritas),[116]
- abgeleitete Nennwörter (lateinisch nomina derivata),[89]
- sterbeblau (französisch bleu mourant).[172]

### Freie Wortneubildungen
- Lebenslauf (S. 88),
- Lebensgefahr (S. 118),
- Neidteufel (S. 100),
- Engelmensch (S. 142),
- Seelenschönheit (S. 135),
- Glaubensfreiheit (S. 160),
- Gewissensfreiheit (S. 160),
- Verteidigungsschrift (S. 126),
- Wechselgesang (S. 110),
- Liebesgedichte (S. 126),
- Liebedienste (S. 107),
- Siegesmahl (S. 107),
- Kunstverstand (S. 193),
- Hochachtbarkeit (S. 43),
- Beherztheit (S. 45),
- Pflichtschuldigkeit (S. 44),
- Gewalttätigkeit (S. 44),
- Grundbedeutung (S. 146),
- Gegenstimme (musikalisch) (S. 155),
- Geburtsort (S. 161),
- Heldenmut (S. 133),
- Lebensgeschichte (S. 126),
- Dichterkrone (S. 133),
- Wortbildung (S. 94),
- Feigling (S. 57),
- Landleben (S. 101),
- Schimpfdichter, Sticheldichter (S. 110),
- Sinnenburg (für Stirn) (S. 119),
- Misshoffnung (für Enttäuschung) (S. 161),
- Luftkinder (für Vögel) (S. 133),
- treudeutsch[173]